# Lasioserica petri
Lasioserica petri är en skalbaggsart som beskrevs av Ahrens 2000. Lasioserica petri ingår i släktet Lasioserica och familjen Melolonthidae. Inga underarter finns listade i Catalogue of Life.